# 東恩德 (阿肯色州)
東恩德（英語：East End）是位於美國阿肯色州薩林縣的一個人口普查指定地區。

## 地理
東恩德的座標為34°33′02″N 92°20′08″W / 34.55056°N 92.33556°W，而該地最高點為海拔高度107米（即351英尺）。

## 人口
根據2010年美國人口普查的數據，東恩德的面積為52.51平方千米，當中陸地面積為51.95平方千米，而水域面積為0.56平方千米。當地共有人口6998人，而人口密度為每平方千米133人。